# Xenophrys omeimontis
Xenophrys omeimontis és una espècie d'amfibi que viu a la Xina i, possiblement també, al Vietnam.
Està amenaçada d'extinció per la pèrdua del seu hàbitat natural.